# Carole Jordan
Dame Carole Jordan (…, 19 juli 1941) is een Brits natuurkundige, astrofysicus en astronoom. 
Zij was de eerste vrouwelijk voorzitter van de Royal Astronomical Society (1994-1996). En ze was in 2005, na Caroline Herschel (1828) en Vera Rubin (1996), de derde vrouwelijke ontvanger van de gouden medaille van de Royal Astronomical Society. Daarnaast is zij twee perioden hoofd geweest van het Rudolf Peierls Centrum voor Theoretische Fysica aan de Universiteit van Oxford (2003-2008). Bovendien is Jordan een van de eerste vrouwelijke hoogleraren in de astronomie in Groot-Brittannië. In 2006 werd zij benoemd tot Dame Commander in de Orde van het Britse Rijk vanwege haar verdiensten voor de natuurkunde en de astronomie.

## Opleiding
Carole Jordan volgde middelbaar onderwijs aan de Harrow County Grammar School for Girls in Harrow. Vervolgens behaalde zij in 1962 haar BSc aan the University College London, waar ze in 1965 promoveerde bij Clabon Allen. Al tijdens haar studententijd publiceerde Jordan een artikel, over de vervorming van maankraters.

## Wetenschappelijk werk

### Promotieonderzoek
Haar promotieonderzoek omvatte een complex aan factoren, zoals de identificatie van emissielijnen van ijzer, nikkel en silicium in het verre ultraviolet gedeelte van het zonnespectrum en in het ZETA-experiment, de eerste berekeningen aan het ionisatie-evenwicht, de ontwikkeling van methoden in de dichtheidsdiagnostiek met behulp van de intensiteit van de emissielijnen van ijzer, de berekening van de relatieve dichtheid van elementen en het modelleren van gemeten emissieverdelingen. In 1966 verscheen met "The Relative Abundance of Silicon Iron and Nickel in the Solar Corona" de weerslag van dit onderzoek – haar eerste artikel over coronaal onderzoek. Daarin is de onderzoeksmethode ontwikkeld door Stuart R. Pottasch uitgebreid en werd geconcludeerd dat de overvloed aan ijzer in de verhouding met silicium groter is in de corona dan in de fotosfeer. De algemene temperatuur in de corona werd vastgesteld op 1.4*106 K.

### Sterrenspectra
Ook in haar latere onderzoekswerk concentreerde Carole Jordan zich op het duiden van sterrenspectra. En daarin bleef de berekening van ionisatie-evenwichten van elementen centraal staan. Vanzelfsprekend vergeleek zij haar uitkomsten met resultaten van observaties van de zon en van andere sterren.
Uit haar werk aan ultravioletspectra bij Culham Centre for Fusion Energy (officieel UKAEA Culham; in de periode 1969-1976) en metingen vanuit ruimtestation Skylab werd het begrip van de verboden emissielijnen van het He I-achtige ion en van de satellietlijnen van het Li I-achtige ion verder ontwikkeld. Dit kwam de ontwikkeling van diverse toepassingen, zoals röntgenlasers, ten goede. Vanaf 1969 ontwikkelde zij methoden om de structuur van de transitiezone van de zon in kaart te brengen. De elektronendichtheids- en temperatuurdichtheidsdiagnostiek leverden, in combinatie met de door Jordan ontwikkelde emissiemetinganalyse, nieuwe inzichten op in de chromosferen van onder meer koele sterren, T Tauri-sterren en de zon.
Na de lancering van de International Ultraviolet Explorer-satelliet (in 1978) richtte zij haar aandacht op stellaire coronale en chromosferische activiteit. Mede dankzij haar kennis van zonneactiviteit kon deze nieuwe tak van de astrofysica vlot worden ontwikkeld. Sinds 1980 heeft Jordan internationaal dan ook een vooraanstaande rol gespeeld in de ontwikkeling en het gebruik van instrumenten voor de studies naar ultraviolet- en röntgenstralingspectra van sterren.

## Carrière universitair onderwijs
Na enkele jaren als onderzoeker werkzaam te zijn geweest aan het Joint Institute for Laboratory Astrophysics van de Universiteit van Colorado te Boulder, maakte Jordan in de periode 1969-1976, zoals gezegd, deel uit van de onderzoekseenheid Astrofysica van het Culham Laboratory. Sinds 1976 is zij Wolfson Tutorial Fellow in Natural Science aan Somerville College in Oxford. En Carole Jordan heeft vanaf 1994 ook onderwijsfuncties bekleed aan de Universiteit van Oxford, eerst als reader in physics (1994–1996) en sinds 1996 als hoogleraar natuurkunde. Daarnaast was ze van 2003 tot en met 2008 hoofd van het Rudolf Peierls Center for Theoretical Physics.
Bovendien was Jordan in de loop van haar carrière lid van diverse instituten, genootschappen en onderzoeksgremia en vervulde zij daarbinnen verschillende functies. Hieronder zijn enkele in een opsomming weergegeven.
- Fellow van the Royal Astronomical Society (Sinds 1966; secretaris (1981-1990); vice-president (1990-1991 en 1996-1997); president (1994-1996)).
- Lid van de Internationale Astronomische Unie (Vanaf 1967).
- Redacteur van The Observatory (1968-1973).
- Fellow van het Institute of Physics (Sinds 1973).
- Fellow van the Royal Society (Vanaf 1990).
- Lid van de Science and Engineering Research Council (1979-1990; voorzitter van the Solar System Committee (1983–1986), lid van the Astronomy, Space and Radio Board (1979–1986), lid van the Astronomy and Planetary Science Board (1986–1990)).
- Lid van de Onderzoeksraad voor deeltjesfysica en astronomie (PPARC; 1994-1997).